# Atletismo nos Jogos Paralímpicos de Verão de 2012 - Revezamento 4x100 m masculino
As competições dos 4x100 metros masculino do atletismo nos Jogos Paralímpicos de Verão de 2012 foram disputadas no dia 5 de setembro no Estádio Olímpico de Londres, na capital britânica. Participaram atletas de até 8 classes diferentes de deficiência, divididos em dois eventos.
A classe T11/13 é aberta para equipes nacionais formadas por atletas que possuam algum grau de deficiência visual. O uso dos atletas-guia é opcional. No caso do uso de atletas-guia, são esses que devem carregar o bastão.
A classe T42/44 é aberta para equipes nacionais formadas por atletas que possuam qualquer tipo de amputação. Nesse evento, os atletas não carregam bastão, mas devem tocar o corpo do atleta seguinte.

## Medalhistas

### Classe T11/13
|  | RUS Rússia                                                                                             |  | CHN China                                                         |  | AZE Azerbaijão                                                                   |
|  | Evgeny Kegelev (T12) Alexey Labzin (T13) Fedor Trikolich (T12) Andrey Koptev (T11) Artem Loginov (T13) |  | Xue Lei (T11) Yuan Yizhi (T12) Yang Yuqing (T12) Li Yansong (T12) |  | Elchin Muradov (T11) Rza Osmanov (T12) Oleg Panyutin (T12) Vladimir Zayets (T12) |

### Classe T42/46
|  | RSA África do Sul                                                              |  | CHN China                                                          |  | GER Alemanha                                                               |
|  | Samkelo Radebe (T45) Zivan Smith (T45) Arnu Fourie (T44) Oscar Pistorius (T43) |  | Liu Zhiming (T44) Liu Fuliang (T46) Xie Hexing (T46) Zhao Xu (T45) |  | Markus Rehm (T44) Heinrich Popow (T42) David Behre (T43) Wojtek Czyz (T42) |

## T11/13

### Eliminatórias

#### Eliminatória 1
| Pos. | Raia | País               | Atletas | Tempo | Notas |
| ---- | ---- | ------------------ | --- | ----- | ----- |
| 1    | 2    | ESP Espanha        | Gerard Desgarrega Puigdevall (T12), Maximiliano Rodríguez (T12), Xavier Porras (T11), Joan Munar Martínez (T13) | 43.26 | q     |
| 2    | 3    | RUS Rússia         | Evgeny Kegelev (T12), Artem Loginov (T13), Fedor Trikolich (T12), Andrey Koptev (T11)                           | 43.57 | q     |
| 03 ! | 1    | USA Estados Unidos | David Brown (T11), Elexis Gillette (T11), Josiah Jamison (T12), Markeith Price (T13)                            | DNF   |       |

#### Eliminatória 2
| Pos. | Raia | País         | Atletas                                                                             | Tempo | Notas |
| ---- | ---- | ------------ | ----------------------------------------------------------------------------------- | ----- | ----- |
| 1    | 2    | CHN China    | Xue Lei (T11), Yuan Yizhi (T12), Yang Yuqing (T12), Li Yansong (T12)                | 43.31 | q     |
| 2    | 3    | POR Portugal | Firmino Baptista (T11), Rodolfo Alves (T12), Hugo Cavaco (T13), Gabriel Potra (T12) | 45.02 | =     |
| 03 ! | 1    | BRA Brasil   | Felipe Gomes (T11), André Andrade (T13), Daniel Silva (T11), Lucas Prado (T11)      | DQ    |       |

#### Eliminatória 3
| Pos. | Raia | País           | Atletas                                                                                                  | Tempo | Notas                |
| ---- | ---- | -------------- | --- | ----- | -------------------- |
| 1    | 1    | AZE Azerbaijão | Elchin Muradov (T11), Rza Osmanov (T12), Oleg Panyutin (T12), Vladimir Zayets (T12)                      | 44.12 | q                    |
| 2    | 3    | THA Tailândia  | Suphachai Songphinit (T12), Kitsana Jorchuy (T11), Songwut Lamsan (T13), Somdech Chaiya (T12)            | 44.76 | Recorde da temporada |
| 3    | 2    | CAN Canadá     | Brandon King (T12), Jonathan Peter Dunkerley (T11), Braedon Samuel Dolfo (T13), Dustin Riley Walsh (T11) | 44.90 | Recorde da temporada |

### Final
| Pos.              | Raia | País           | Atletas                                                                                              | Tempo | Notas                |
| ----------------- | ---- | -------------- | --- | ----- | -------------------- |
| Medalha de ouro   | 4    | RUS Rússia     | Evgeny Kegelev (T12), Alexey Labzin (T13), Fedor Trikolich (T12), Andrey Koptev (T11)                | 42.66 | Recorde paralímpico  |
| Medalha de prata  | 3    | CHN China      | Xue Lei (T11), Yuan Yizhi (T12), Yang Yuqing (T12), Li Yansong (T12)                                 | 42.68 | Recorde asiático     |
| Medalha de bronze | 1    | AZE Azerbaijão | Elchin Muradov (T11), Rza Osmanov (T12), Oleg Panyutin (T12), Vladimir Zayets (T12)                  | 43.92 | Recorde da temporada |
| 04 !              | 2    | ESP Espanha    | Gerard Desgarrega (T12), Maximiliano Rodríguez (T12), Xavier Porras (T11), Joan Munar Martínez (T13) | DNF   |                      |

## T42/46
| Pos.              | Raia | País               | Atletas                                                                                       | Tempo | Notas                |
| ----------------- | ---- | ------------------ | --------------------------------------------------------------------------------------------- | ----- | -------------------- |
| Medalha de ouro   | 6    | RSA África do Sul  | Samkelo Radebe (T45), Zivan Smith (T46), Arnu Fourie (T44), Oscar Pistorius (T43)             | 41.78 | Recorde mundial      |
| Medalha de prata  | 1    | CHN China          | Liu Zhiming (T44), Liu Fuliang (T46), Xie Hexing (T46), Zhao Xu (T44)                         | 42.98 | Recorde asiático     |
| Medalha de bronze | 5    | GER Alemanha       | Markus Rehm (T44), Heinrich Popow (T42), David Behre (T43), Wojtek Czyz (T42)                 | 45.23 | Recorde da temporada |
| 4                 | 4    | JPN Japão          | Tomoki Tagawa (T46), Keita Sato (T44), Toru Suzuki (T44), Jun Haruta (T44)                    | 45.36 | Recorde da temporada |
| 05 !              | 3    | BRA Brasil         | Emicarlo Souza (T46), Yohansson Nascimento (T45), Antônio Souza (T46), Alan Fonteles (T43)    | DQ    |                      |
| 06 !              | 2    | FRA França         | Arnaud Assoumani (T46), Alain Akakpo (T46), Jean-Baptiste Alaize (T44), Clavel Kayitaré (T42) | DQ    |                      |
| 07 !              | 7    | USA Estados Unidos | Jerome Singleton (T44), Richard Browne (T44), Jarryd Wallace (T44), Blake Leeper (T43)        | DQ    |                      |

Legenda
| Recorde mundial      | Recorde mundial (World record)               |                       | Recorde africano                      | Recorde africano (African) |                                           | Q | Classificado por posição (Qualified) |
| Recorde paralímpico  | Recorde paralímpico (Paralympic record)      | Recorde da América    | Recorde da América (Americas)         | q                          | Classificado por melhor tempo (Qualified) |   |                                      |
| Melhor marca do ano  | Melhor marca do ano (World leading)          | Recorde asiático      | Recorde asiático (Asian)              | DNS                        | Não largou (Did not start)                |   |                                      |
| Recorde nacional     | Recorde nacional (National record)           | Recorde europeu       | Recorde europeu (European)            | DNF                        | Não terminou (Did not finish)             |   |                                      |
| Recorde pessoal      | Recorde pessoal do atleta (Personal best)    | Recorde da Oceania    | Recorde da Oceania (Oceania)          | DSQ / DQ                   | Desclassificado (Disqualified)            |   |                                      |
| Recorde da temporada | Recorde da temporada do atleta (Season best) | Recorde sul-americano | Recorde sul-americano (South America) | NM                         | Sem marca (No mark)                       |   |                                      |